# جون إم. واشنطن
جون إم. واشنطن (بالإنجليزية: John M. Washington)‏ هو عسكري أمريكي، ولد في 1797 في مقاطعة ستافورد في الولايات المتحدة، وتوفي في 24 ديسمبر 1853 في المحيط الهادئ.